# Sh2-214
Sh2-214 è una piccola nebulosa a emissione visibile nella costellazione di Perseo.
Si individua nella parte orientale della costellazione, circa 4° a nordest della stella ε Persei; il periodo più indicato per la sua osservazione nel cielo serale ricade fra i mesi di settembre e febbraio ed è notevolmente facilitata per osservatori posti nelle regioni dell'emisfero boreale terrestre, dove si presenta circumpolare fino alle regioni temperate calde.
Si tratta di una regione H II di piccole dimensioni situata sul Braccio di Orione; trovandosi alla distanza di soli 200 parsec (circa 650 anni luce); è una delle nebulose di gas ionizzato più vicine al Sistema Solare. Tuttavia, pochi studi l'hanno analizzata e nelle immagini è spesso invisibile; fisicamente si trova a pochi parsec di distanza dalla vicina Sh2-215 ed entrambe si trovano a circa 30 parsec dalla brillante ε Persei, facente parte della grande associazione Perseus OB3. Nella stessa area di cielo si trova anche il debole filamento oscuro TGU H1061.